# Примавера-ду-Лести (микрорегион)

Примавера-ду-Лести на карте.

Примавера-ду-Лести (порт. Microrregião de Primavera do Leste) — микрорегион в Бразилии, входит в штат Мату-Гросу. Составная часть мезорегиона Юго-восток штата Мату-Гроссу. Население составляет 85 593 человека на 2006 год. Занимает площадь 10 266,762 км². Плотность населения — 8,3 чел./км².

## Статистика
- Валовой внутренний продукт на 2003 составляет 1 076 118 142,00 реалов (данные: Бразильский институт географии и статистики).
- Валовой внутренний продукт на душу населения на 2003 составляет 14 826,87 реалов (данные: Бразильский институт географии и статистики).
- Индекс развития человеческого потенциала на 2000 составляет 0,804 (данные: Программа развития ООН).

## Состав микрорегиона
В составе микрорегиона включены следующие муниципалитеты:
1. Кампу-Верди
2. Примавера-ду-Лести